# مات ستيفنز
مات ستيفنز (بالإنجليزية: Matt Stevens)‏ (و. 1982  م) هو لاعب اتحاد الرغبي، من جنوب أفريقيا، ولد في ديربان، يلعب كمبعد ‏.

## التعليم
تعلم في جامعة باث.

## روابط خارجية
- مات ستيفنز على موقع دوري الرغبي الممتاز (الإنجليزية)
- مات ستيفنز عل موقع إسبنسكروم (الإنجليزية)
- مات ستيفنز على موقع ItsRugby.co.uk (الإنجليزية)